# Cvernovka (Bratislava)

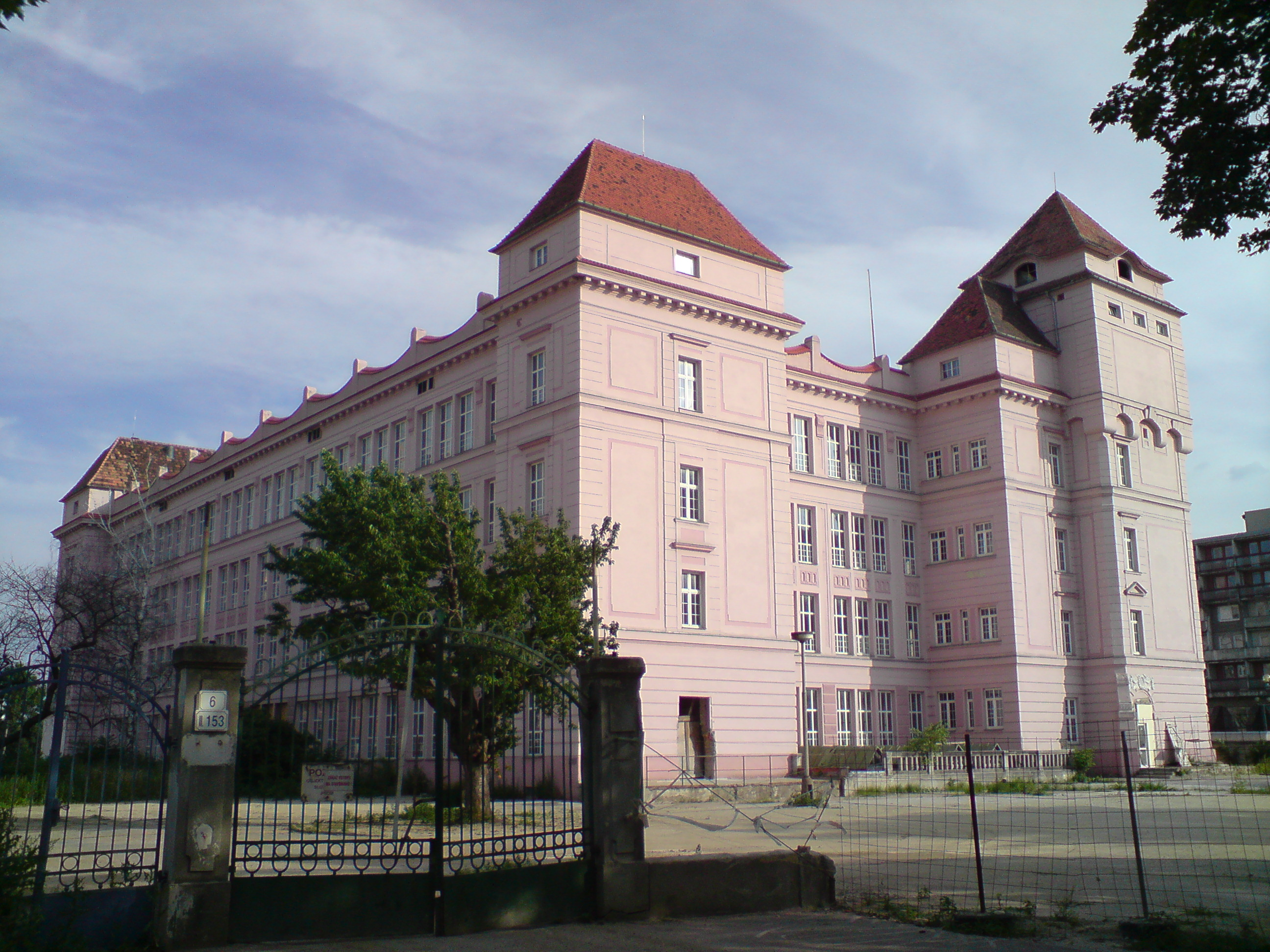
Cvernovka, stará přádelna

Cvernovka je lidový název továrny na nitě a niťové produkty v bratislavské městské části Ružinov v bloku ulic Trnavská, Záhradnícka, Miletičova a Jégého. Oficiální názvy byly: Bratislavská cvernová továrna (1900–1957), Závody Mezinárodního dne žen, s. p. (1957–1990), BCT – Bratislavská cvernová továrna, akciová společnost (od roku 1991).
Vyrábět nitě začala v roce 1901, výroba byla ukončena v roce 2004. Továrna tvoří komplex budov s typickou tovární architekturou počátku 20. století.
Poté, co byla zastavena výroba nití, bylo rozhodnuto, že komplex bude zrekonstruován a bude sloužit k bydlení. Stará přádelna z roku 1908 má být zachována a obnovena, plánuje se nastavit z 5 na 8 nadzemních podlaží, tři nejvyšší mají být ustúpené. Také se počítá s výstavbou dvou výškových budov, 34-podlažní s výškou 109 metrů a 25-podlažní s výškou 84 metrů. V blízkosti lokality jsou postaveny i další dvě výškové budovy, a to Jégého alej a Residence Tower (107 m).